# Regije Finske
Finska je razdeljena na 19 regij (finsko maakunta; švedsko landskap) ki jih vodijo regionalni sveti, ki služijo kot forumi za sodelovanje med občinami vsake regije. Svete sestavljajo delegati občinskih svetov. Glavne naloge regionalnih svetov so prostorsko načrtovanje, razvoj podjetij in izobraževanje. Med letoma 2004 in 2012 je bil regionalni svet Kainuuja izvoljen na ljudskih volitvah kot del eksperimentalne regionalne uprave.
Leta 2022 so bila v okviru reforme zdravstvenega varstva in socialnih storitev ustanovljena nova okrožja storitev dobrega počutja. Okrožja s storitvami dobrega počutja sledijo regionalnim mejam in jih upravljajo neposredno izvoljeni okrajni sveti.

## Åland
Ena regija, Åland, ima zaradi svoje edinstvene zgodovine in dejstva, da je velika večina njenih prebivalcev Finskih Švedov, poseben status in veliko višjo stopnjo avtonomije kot druge, z lastnim parlamentom in lokalnimi zakoni. Edini jezik Alandskih otokov je švedščina/finska švedščina, v nasprotju s preostalim delom države, kjer imata finščina in švedščina uradni status. Ima svojega izvoljenega vodjo vlade, ki nosi naziv Premier in vodi Lantråd, regionalno izvršno oblast. Večino pooblastil, ki bi jih izvajala finska vlada na celini, izvajajo organi, specifični za Ålandske otoke, ki na večini območij izvajajo neodvisno politiko. Prebivalci Ålandskih otokov izvolijo enega predstavnika v nacionalno zakonodajo, medtem ko finska vlada imenuje guvernerja, ki zastopa nacionalno vlado na Ålandih. Åland je demilitarizirano območje in Ålandski otočani so izvzeti iz vpoklica.

## Predstavništvo države
Poleg medobčinskega sodelovanja, ki je v pristojnosti regionalnih svetov, obstaja še 15 centrov za gospodarski razvoj, promet in okolje (finsko: elinkeino-, liikenne- ja ympäristökeskus, skrajšano ely-keskus), ki skrbijo za lokalno upravo za delo, kmetijstvo, ribištvo, gozdarstvo in podjetništvo. Vsak od njih je odgovoren za eno ali več regij na Finskem in vključuje urade ministrstev za zaposlovanje in gospodarstvo, promet in komunikacije ter okolje. Regionalni uradi finskih obrambnih sil so odgovorni za regionalne obrambne priprave in za upravljanje naborništva v regiji.

## Seznam regij
| Zastava              | Grb                  | Prevedeno ime          | Finsko ime        | Švedsko ime           | ISO          | glavno mesto      | Površina (km2) | Štev. prebivalcev (2021) |
| -------------------- | -------------------- | ---------------------- | ----------------- | --------------------- | ------------ | ----------------- | -------------- | ------------------------ |
|                      | Lapland              | Laponska               | Lappi             | Lappland              | FI-10        | Rovaniemi         | 92.674         | 176.494                  |
|                      | North Ostrobothnia   | Severna Ostrobotnija   | Pohjois-Pohjanmaa | Norra Österbotten     | FI-14        | Oulu              | 36.815         | 415.603                  |
| Kainuu               | Kainuu               | Kainuu                 | Kainuu            | Kajanaland            | FI-05        | Kajaani           | 20.197         | 71.255                   |
| North Karelia        | North Karelia        | Severna Karelija       | Pohjois-Karjala   | Norra Karelen         | FI-13        | Joensuu           | 17.761         | 163.281                  |
| North Savonia        | North Savonia        | Sverna Savo            | Pohjois-Savo      | Norra Savolax         | FI-15        | Kuopio            | 16.768         | 248.363                  |
|                      | Etelä-Savo           | Južna Savo             | Etelä-Savo        | Södra Savolax         | FI-04        | Mikkeli           | 14.257         | 131.688                  |
|                      | South Karelia        | Južna Karelija         | Etelä-Karjala     | Södra Karelen         | FI-02        | Lappeenranta      | 5327           | 126.107                  |
| Central Finland      | Central Finland      | Centralna Finska       | Keski-Suomi       | Mellersta Finland     | FI-08        | Jyväskylä         | 16.703         | 272.683                  |
| South Ostrobothnia   | South Ostrobothnia   | Južna Ostrobotnija     | Etelä-Pohjanmaa   | Södra Österbotten     | FI-03        | Seinäjoki         | 13.444         | 191.762                  |
|                      | Ostrobothnia         | Ostrobotnija           | Pohjanmaa         | Österbotten           | FI-12        | Vaasa             | 7753           | 176.041                  |
| Central Ostrobothnia | Central Ostrobothnia | Centralna Ostrobotnija | Keski-Pohjanmaa   | Mellersta Österbotten | FI-07        | Kokkola           | 5020           | 67.915                   |
|                      | Pirkanmaa            | Pirkanmaa              | Pirkanmaa         | Birkaland             | FI-11        | Tampere           | 12.585         | 527.478                  |
| Satakunta            | Satakunta            | Satakunta              | Satakunta         | Satakunta             | FI-17        | Pori              | 7820           | 214.281                  |
| Päijät-Häme          | Päijät-Häme          | Päijät-Häme            | Päijät-Häme       | Päijänne-Tavastland   | FI-16        | Lahti             | 5125           | 205.124                  |
| Kanta-Häme           | Kanta-Häme           | Kanta-Häme             | Kanta-Häme        | Egentliga Tavastland  | FI-06        | Hämeenlinna       | 5199           | 170.213                  |
|                      | Kymenlaakso          | Kymenlaakso            | Kymenlaakso       | Kymmenedalen          | FI-09        | Kotka and Kouvola | 5149           | 161.391                  |
| Uusimaa              | Uusimaa              | Uusimaa                | Uusimaa           | Nyland                | FI-18        | Helsinki          | 9097           | 1.714.741                |
|                      | Southwest Finland    | Jugozahodna Finska     | Varsinais-Suomi   | Egentliga Finland     | FI-19        | Turku             | 10.663         | 483.477                  |
| Åland                | Åland                | Åland                  | Ahvenanmaa        | Åland                 | AX and FI-01 | Mariehamn         | 1553           | 30.344                   |

### Bivše regije
| Grb | Ime             | Prevedeno ime | Finsko ime  | Švedsko ime  | glavno mesto | Ukinitev (daum) |
| --- | --------------- | ------------- | ----------- | ------------ | ------------ | --------------- |
|     | Vzhodna Uusimaa | Itä-Uusimaa   | Itä-Uusimaa | Östra Nyland | Porvoo       | 1. januar 2011  |